# Octodon
Az Octodon az emlősök (Mammalia) osztályának rágcsálók (Rodentia) rendjébe, ezen belül a csalitpatkányfélék (Octodontidae) családjába tartozó nem.

## Rendszerezése
A nembe az alábbi 4 faj tartozik:
- Bridges degu (Octodon bridgesi) Waterhouse, 1845
- degu (Octodon degus) Molina, 1782 – típusfaj
- vízparti degu (Octodon lunatus) Osgood, 1943
- Mocha-szigeti degu (Octodon pacificus) Hutterer, 1994